# Myllokunmingia
Myllokunmingia là một động vật từ Hạ Cambri của Trung Quốc, được cho là một động vật có xương sống, mặc dù điều này không có kết luận được chứng minh. Nó dài 28 mm và cao 6 mm.
Nó là một trong những động vật có hộp sọ lâu đời nhất, được tìm thấy ở hạ Cambri Trừng Giang (524 triệu năm trước). Nó xuất hiện có một hộp sọ và cấu trúc xương bằng sụn. Không có dấu hiệu của sự khoáng hóa các yếu tố xương (biomineralization).